# Francesco Palermo

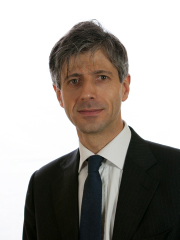
Francesco Palermo (2013)

Francesco Palermo (* 11. Oktober 1969 in Bozen) ist ein italienischer Jurist und Universitätsprofessor aus Südtirol.

## Biographie
Palermo absolvierte an der Universität Trient ein Studium der Rechtswissenschaft, das er 1994 abschloss. Anschließend begann er am Forschungszentrum Eurac Research als Forschungsassistent zu arbeiten und spezialisierte sich im Rahmen eines Doktoratsstudiums an der Universität Innsbruck in Vergleichendem Verfassungsrecht. 1998 promovierte er mit einer Dissertation über die Außenbeziehungen italienischer Regionen. Im Jahr 1999 erhielt er in Bozen seine Anwaltszulassung und übernahm an der Eurac als Forschungsleiter den Bereich für Verfassungsfragen. Von 2001 bis 2003 nahm Palermo Gastprofessuren an der Vermont Law School wahr, seit 2003 ist er dort Adjunct Professor. 2004 erhielt er eine Berufung zum Assistenzprofessor der Universität Verona, im selben Jahr wurde er zum Leiter des Instituts für Föderalismus- und Regionalismusforschung von Eurac Research ernannt. 2006 war er Gastprofessor an der Universität Regensburg, 2007 an der Universität Zürich, von 2007 bis 2010 fungierte er als Berater für den Europarat und die OSZE. Von 2014 bis 2016 war er zudem Präsident des Beratenden Ausschusses des Rahmenübereinkommens zum Schutz nationaler Minderheiten beim Europarat. Seit 2016 ist er Präsident der International Association of Centers for Federal Studies (IACFS).
Neben seiner wissenschaftlichen Tätigkeit kommentiert Palermo regelmäßig das politische Geschehen Südtirols in der italienischen Lokalpresse.
Palermo bewarb sich bei den Parlamentswahlen 2013 als parteiloser Kandidat des Bündnisses SVP/PD um das Direktmandat im Senatswahlkreis Bozen. Er wurde dabei von außen auch von den Grünen und der Agenda Monti per l’Italia unterstützt. Palermo konnte die Wahl mit 51,8 % aller Stimmen deutlich vor der Kandidatin des MoVimento 5 Stelle gewinnen und trat damit die Nachfolge des bisherigen SVP-Senators Oskar Peterlini an. Im Senat war er Mitglied der Fraktionsgruppe „Per le Autonomie (SVP-UV-PATT-UPT)-PSI-MAIE“, Mitglied des Verfassungsausschusses, des Ausschusses für die Politik der Europäischen Union (2015–2016), des Ausschusses für den Schutz und die Förderung der Menschenrechte und des Ausschusses zur Vereinfachung sowie Vizepräsident des Untersuchungsausschusses zu Frauenmorden und anderen Formen geschlechtsspezifischer Gewalt. Von 2014 bis 2018 war er auch Mitglied der 12er-Kommission und Präsident der 6er-Kommission, die die Autonomie Südtirols weiterentwickeln. Im Dezember 2017 gab Palermo bekannt, nicht wieder für das Parlament kandidieren zu wollen, weshalb er nach den Wahlen 2018 aus dem Senat ausschied.